# В этом уголке мира
«В этом уголке мира» (яп. この世界の片隅に Коно сэкай но катасуми ни) — манга, автором и иллюстратором которой является Фумиё Коно. Выпускалась в журнале Weekly Manga Action с 2007 по 2009 год. Сюжет повествует о девушке по имени Судзу Урано, молодой невесте, переехавшей в семью жениха, которая застаёт конец Второй мировой войны.
Манга была переведена на английский язык компанией JManga под названием To All the Corners of the World. После того, как JManga обанкротилась, издательство Futabasha опубликовало мангу онлайн на сайте BookWalker, её можно скачать за дополнительную плату. Позже манга была лицензированна компанией Seven Seas Entertainment для выпуска на территории США. На русском языке мангу в 2020 году издали Alt Graph.
По мотивам манги 12 ноября 2016 года в Японии был выпущен одноимённый полнометражный анимационный фильм. Премьера расширенной версии фильма в Японии, «В этом уголке (и других уголках) мира» (яп. この世界の（さらにいくつもの）片隅に Коно сэкай но (сара ни икуцумоно) катасуми ни), состоялась 20 декабря 2019 года.

## Сюжет
История затрагивает Японию в период Сёва. Судзу Урано из Хиросимы, непримечательная девочка из семьи предпринимателя, посещает общеобразовательную школу, помогает в домашнем хозяйстве и всегда в свободное время рисует. В 1944 году, к семье Урано пришёл Сюсаку Ходзё с отцом, изъявив желание свататься к Судзу. Семья девушки соглашается, и Судзу переезжает в соседний портовый город Куре. Девушка сразу же берёт на себя обязанности по домашнему хозяйству, так как мать семейства из-за больных ног уже неспособна справляться одна. Однако Судзу очень везёт, так как члены новой семьи, в том числе и Сюсаку, очень спокойные и доброжелательные люди, которые быстро принимают девушку, к тому же по возможности в домашнем хозяйстве ей помогают Сан, мать Сюсаку, и Кэйко Куромура, её дочь.
Однако такая идиллия продолжается недолго. Война приходит в Японию. Куре, из-за расположения в нём японского флота и стратегических военных объектов, постоянно подвергается бомбардировке американской авиации. Хотя семья Ходзё и живёт на краю города, бомбы долетают и до их мест, и людям постоянно приходится прятаться в бункерах. Еды и продовольствия становится всё меньше, Судзу приходится использовать все свои навыки готовки, чтобы из собранных трав сделать съедобные блюда. Однако кошмар наяву начался, когда Судзу, находясь в центре города с Харуми, маленькой дочкой Кэйко, случайно наткнулась на неразорвавшуюся бомбу. Харуми умерла на месте, а Судзу потеряла правую руку. С тех пор девушка впала в уныние, а семья продолжала укрываться от бомбардировок и спасать дом от пожара. Центр Куре сожжён дотла. Судзу в отчаянии думает, что стоит покинуть семью Ходзё и уехать к своей семье в Хиросиму, так как этот город почти не бомбили, семья Ходзё соглашается. Однако наступает роковой день, когда на родной город Судзу сбрасывают атомную бомбу, осколки зданий и вещей долетали даже до места, где живут Ходзё.
Война закончилась и Япония проиграла. Судзу с Сюсаку отправляются в Хиросиму, чтобы узнать, что из семьи Урано выжила лишь бабушка и сестра Суми, которую, однако, поразила лучевая болезнь. Судзу встречает осиротевшую и голодную девочку того же возраста, что и Харуми, чья мать умерла вскоре после взрыва, и семья Ходзё решает удочерить её.

## Персонажи
Судзу Урано/Ходзё (яп. 浦野 すず（北條すず） Урано Судзу (Ходзё Судзу))
Сэйю: Рэна Нонэн
Главная героиня истории. Тихая, скромная и непоседа. Воспитывалась в соответствии с традициями ямато-надэсико, учась вести домашнее хозяйство, шить и готовить. Хотя она и любила Тэцу Мидзухару, смиренно приняла факт того, что выходит замуж за Сюсаку в свои 19 лет. В новой семье она усердно исполняет обязанности домохозяйки, однако из-за неопытности выполняет домашние дела медленно. Вскоре влюбляется в Сюсаку и выражает своё недовольство тем, что её насильно выдали замуж. Потеряла правую руку от взрыва бомбы. Согласно канону автора манги, дожила до глубокой старости вместе с Сюсаку, имея детей и внуков.
Сюсаку Ходзё (яп. 北條 周作 Ходзё Сю:саку)
Сэйю: Ёсимаса Хосоя
Муж Судзу и её ровесник. Когда то, в 1933 году, ещё сам будучи мальчиком, увидел её в деловом районе Хиросимы и с тех пор влюбился. Так через 10 лет он посетил семью Урано, изъявив желание жениться на Судзу. Тихий и спокойный парень. Он работает судебным гражданским офицером в военном суде в Куре. В 1945 году он был призван в военно-морской флот в качестве судебного солдата. Даже после окончания войны он должен был отвечать за юридические работы по сносу флота в Отакэ. Любит Судзу, но одновременно чувствует вину за то, что принудил её к сватовству. Поэтому он даже был не против того, чтобы Судзу общалась с Мидзухарой, понимая, что она может всё ещё его любить.
Сан Ходзё (яп. 北條 サン Ходзё Сан)
Сэйю: Маюми Синтани
Мать Сюсаку. Очень вежливая и добрая женщина. Однако из-за прогрессирующего ревматизма в суставах ног перестала справляться с домашним хозяйством, поэтому появление Судзу стало для неё большим облегчением.
Энтаро Ходзё (яп. 北條 円太郎 Ходзё Энтароː)
Сэйю: Сигэру Утияма
Отец Сюсаку. Работает инженером в военно-морском арсенале Хиро. Он спокоен и доброжелателен, как и Сюсаку. Перед окончанием войны проводил почти всё своё время на работе, улучшая моторы для самолётов и изматывая себя.
Кэйко Куромура (яп. 黒村 径子 Куромура Кэйко)
Сэйю: Минори Оми
Старшая сестра Сюсаку. В отличие от всех членов семьи Ходзё, Кэйко — своенравная и вспыльчивая девушка. Она полная противоположность Судзу — независимая личность, предпочитающая сама распоряжаться своей жизнью. В молодые годы была модан гяру, познакомилась с будущим мужем, владельцем магазина часов, и вышла замуж, родив сына Хисао и дочь Харуми. Однако муж погиб от болезни, и Кэйко никак не могла найти общий язык с его семьёй. После начала войны она сбежала из семьи Куромура обратно к родителям, однако была вынуждена оставить сына Хисао, так как семья видела в нём наследника. Так Кэйко с Харуми присоединились к семье Ходзё. Сначала она задирала Судзу, но позже стала помогать ей в домашнем хозяйстве. После смерти Харуми Кэйко долгое время винила в этом Судзу, но со временем простила её.
Харуми Куромура (яп. 黒村 晴美 Куромура Харуми)
Сэйю: Нацуки Инаба
Дочка Кэйко. Маленькая девочка дошкольного возраста. Очень любознательная и дружит с Судзу. Любит наблюдать за военными кораблями. Погибла на месте, когда оказалась с Судзу рядом с неразорвавшейся бомбой.
Дзюро Урано (яп. 浦野 十郎 Урано Дзю:ро:)
Сэйю: Цуёси Кояма
Отец Судзу, живёт в приморском районе Эба в Хиросиме. Владеет бизнесом по выращиванию нори. Но позже работает на фабрике. Умирает после облучения, ведя поиски своей пропавшей жены в центре Хиросимы.
Кисэно Урано (яп. 浦野 キセノ Урано Кисэно)
Сэйю: Масуми Цуда
Мать Судзу. За несколько часов до атомной бомбардировки она отправилась в центр Хиросимы, занимаясь покупками для подготовки к летнему фестивалю. Находясь рядом с эпицентром взрыва, бесследно исчезла.
Ёити Урано (яп. 浦野 要一 Урано Ё:ити)
Старший брат Судзу. Упрямый мальчик, который постоянно грубо обращался с маленькой Судзу. Он был призван в армию и отправлен воевать в южный Тихий океан, но убит в 1944 году.
Суми Урано (яп. 浦野 すみ Урано Суми)
Сэйю: Мэгуми Хан
Младшая сестра Судзу. После атомной бомбардировки становится жертвой лучевой болезни.
Ито Морита (яп. 森田イト Морита Ито)
Сэйю: Хисако Кёда
Бабушка Судзу. Помогает сыну Дзюро в выращивании нори. Учила Судзу шить кимоно. Так как дом Ито находится далеко от центра взрыва, он не пострадал, и туда переехала жить Суми.
Тэцу Мидзухара (яп. 水原 哲 Мидзухара Тэцу)
Сэйю: Дайсукэ Оно
Друг детства Судзу. Девушка когда-то нарисовала для него картину. Находился долгое время в депрессии из-за смерти старшего брата, который, будучи студентом императорской японской военно-морской академии, утонул на борту парома. Влюбился в Судзу. Во время войны он служил на борту японского крейсера «Аоба» в качестве моряка. Находясь недолго в Куре, он пожелал провести одну ночь с Судзу, на что Сюсаку дал добро. После того, как его крейсер был сильно повреждён авиацией США, Судзу думала, что он погиб, но Тэцу выжил.
Рин Сираки (яп. 白木リン Сираки Рин)
Сэйю: Нанасэ Иваи
Куртизанка, работающая в Куре. Родом из бедной семьи, которая продала девочку в качестве служанки, однако Рин сбежала от туда и вела образ жизни бродяжки. В какой то момент она забрела в дом бабушки Судзу, тогда героиня принесла ей арбузы и оставила кимоно, но Рин исчезла. Бабушка Ито решила, что это был домовой дзасики-вараси, но как показано после титров, она сама помогла девочке, дав ей кимоно и пропитание. Тогда Рин решила переехать в Куре и нашла приют в публичном доме, где её вырастили и сделали куртизанкой. Рин встретила снова Судзу и помогла ей найти путь домой.

## Медиа

### Манга
- コミックス上巻 — 12 февраля 2008 года（ISBN 978-4-575-94146-3）
- コミックス中巻 — 11 июля 2008 года（ISBN 978-4-575-94179-1）
- コミックス下巻 — 28 апреля 2009 года（ISBN 978-4-575-94223-1）
- Новое издание 1 часть — 21 июля 2011 года（ISBN 978-4-575-83940-1）
- Новое издание 2 часть — 21 июля 2011 года（ISBN 978-4-575-83941-8）

### Телефильм
По мотивам манги был снят короткий телевизионный эпизод с участием японских актёров; Кэйко Китигава в роли Судзу Урано, Кэисукэ Коидэ в роли Рина Сироки, Мокомити Хаями в роли Тэцу Мидзухары, Рё в роли Кэйко, Сабуро Синода в роли Энтаро Ходзё, Ёсиэ Итигэ в роли Сана Ходзё и Мана Асида в роли Тидзуко Ходзё. Рейтинг телефильма составил 12.7.

### Анимационный фильм
По мотивам манги также студией MAPPA был создан полнометражный анимационный фильм, режиссёром которого выступил Сунао Катабути. Дизайном персонажей занимался Хидэнори Мацубара, композитором выступила Kotringo. Премьера фильма в Японии состоялась 12 ноября 2016 года. Компания Animatsu Entertainment приобрела лицензию на фильм в июле 2016 года, для его распространения за пределами Японии. Право на показ фильма в США получила компания Shout! Factory, выход картины в Америке состоялся 11 августа 2017 года. Распространением также занималась компания Funimation Films.
Впервые о предстоящем выпуске стало известно в августе 2012 года. В 2015 году создатели организовали краудфандинг для сбора средств на дополнительную разработку. В результате этого, было собрано дополнительно 39 миллионов йен.
Основное действие картины происходит в 30-е и 40-е годы в Японии, городах Хиросима и Куре. Фильм в особых подробностях показывает жизнь города, культуру и уклад японцев эпохи Сёва. И эта идиллия периодически прерывается жестокими бомбардировками и поджогами зданий в городе союзными войсками. Хотя история является вымышленной, команда создателей внимательно изучала документы, инциденты и фотографии прошлого, чтобы иметь возможность как можно правдоподобнее показать картину. Например многие сцены города и затем разрушений были срисованы со старых фотографий, а эпизодические сцены воссоздавались из рассказов очевидцев.
Бюджет картины составил 250 миллионов йен, или 2,2 миллиона долларов.

## Восприятие и продажи
Оригинальная манга была порекомендована жюри ежегодного фестиваля Japan Media Arts Festival в 2008 году, и в этом же году выиграла приз. В частности мангу похвалили за чувство юмора в сюжете и особый акцент на японских народных поверьях и традициях, которые показываются в манге.
Фильм, после выхода на 63-х кинотеатрах Японии, по состоянию за первую неделю занял 10 место по посещаемости (32,032 зрителей) и собрал 47 миллионов иен. По состоянию на март 2017 года, общие сборы составили 2,5 миллиардов иен от 1,9 миллионов зрителей.
По версии сайта-агрегатора Rotten Tomatoes, анимационный фильм получил 98 % положительных отзывов со средний оценкой от 55 критиков в 7,7 из 10. Критический консенсус сайта гласит, что история Kono Sekai no Katasumi ni показывает уникальную перспективу одного из самых печальных периодов истории человечества и великолепную, созданную ручной работой анимацию. На сайте Metacritic, на основе оценки 21 критиков, средняя оценка фильма составляет 73 из 100, фильм получил преимущественно положительные отзывы
.
Сара Уорд из Screen International похвалила визуальную составляющую картины и затягивающую историю. В своём обзоре, Сара называет Kono Sekai no Katasumi ni прекрасной, «вызывающий в сердце трепет» картиной. Зритель наблюдает, как главная героиня, с счастливым и беззаботным детством, только начинает взрослую жизнь, и сразу же сталкивается с новой жестокой реальностью, которую принесла с собой война. Такие контрасты являются несомненно сильной стороной картины. В другом обзоре от TheWrap, Дэн Кэллэхэн назвал фильм интересным, но непредсказуемым. Критику не очень понравился сценарий, но в общем он назвал фильм хорошим и достойным просмотра.

### Награды
| Список наград и номинаций | Список наград и номинаций                                             | Список наград и номинаций                   | Список наград и номинаций                    | Список наград и номинаций | Список наград и номинаций | Список наград и номинаций |
| Год                       | Награда                                                               | Категория                                   | Номинант                                     | Результат                 | Ссылки                    |                           |
| ------------------------- | --------------------------------------------------------------------- | ------------------------------------------- | -------------------------------------------- | ------------------------- | ------------------------- | ------------------------- |
| 2016                      | 3-й Международный кинофестиваль в Хиросиме                            | Премия мира в Хиросиме                      | В этом уголке мира                           | Победа                    | [ 32 ] [ 33 ]             |                           |
| 2016                      | 41-я кинопремия Хоти                                                  | Лучшая картина                              | В этом уголке мира                           | Номинация                 |                           |                           |
| 2016                      | Выбор фильма от MEXT                                                  | Специальный отбор                           | В этом уголке мира                           | Победа                    | [ 34 ]                    |                           |
| 2016                      | 38-й кинофестиваль в Ёкогаме                                          | Лучший фильм                                | В этом уголке мира                           | Победа                    | [ 35 ]                    |                           |
| 2016                      | 38-й кинофестиваль в Ёкогаме                                          | Специальный приз жюри                       | Рэна Нонэн                                   | Победа                    | [ 35 ]                    |                           |
| 2017                      | 17 премия Майнити                                                     | Лучший фильм                                | В этом уголке мира                           | Номинация                 | [ 36 ] [ 37 ]             |                           |
| 2017                      | 17 премия Майнити                                                     | Лучший фильм                                | В этом уголке мира                           | Победа                    | [ 36 ] [ 37 ]             |                           |
| 2017                      | 17 премия Майнити                                                     | Лучшая анимация                             | В этом уголке мира                           | Номинация                 | [ 36 ] [ 37 ]             |                           |
| 2017                      | 17 премия Майнити                                                     | Премия Офудзи Нобуро                        | В этом уголке мира                           | Победа                    | [ 36 ] [ 37 ]             |                           |
| 2017                      | 17 премия Майнити                                                     | Лучший режиссёр                             | Сунао Катабути                               | Номинация                 | [ 36 ] [ 37 ]             |                           |
| 2017                      | 17 премия Майнити                                                     | Лучшая женская роль                         | Рэна Нонэн                                   | Номинация                 | [ 36 ] [ 37 ]             |                           |
| 2017                      | 17 премия Майнити                                                     | Лучшая музыка                               | Kotringo                                     | Победа                    | [ 36 ] [ 37 ]             |                           |
| 2017                      | 59-я кинопремия Голубая лента                                         | Лучший фильм                                | В этом уголке мира                           | Номинация                 | [ 38 ] [ 39 ]             |                           |
| 2017                      | 59-я кинопремия Голубая лента                                         | Лучший режиссер                             | Сунао Катабути                               | Победа                    | [ 38 ] [ 39 ]             |                           |
| 2017                      | 31-й кинофестиваль в Такасаки                                         | Премия Horizont                             | Сунао Катабути                               | Победа                    | [ 40 ]                    |                           |
| 2017                      | 31-й кинофестиваль в Такасаки                                         | Премия Horizont                             | Рэна Нонэн                                   | Победа                    | [ 40 ]                    |                           |
| 2017                      | 90-я премия Кинэма Дзюмпо                                             | Лучший японский фильм                       | В этом уголке мира                           | Победа                    | [ 41 ] [ 42 ] [ 43 ]      |                           |
| 2017                      | 90-я премия Кинэма Дзюмпо                                             | Лучший режиссер                             | Сунао Катабути                               | Победа                    | [ 41 ] [ 42 ] [ 43 ]      |                           |
| 2017                      | 90-я премия Кинэма Дзюмпо                                             | Выбор читателя                              | В этом уголке мира                           | 1st                       | [ 41 ] [ 42 ] [ 43 ]      |                           |
| 2017                      | 90-я премия Кинэма Дзюмпо                                             | Выбор читателя; директора                   | Сунао Катабути                               | Победа                    | [ 41 ] [ 42 ] [ 43 ]      |                           |
| 2017                      | 26-я премия Токийского спортивного кино                               | Лучший фильм                                | В этом уголке мира                           | Победа                    | [ 44 ]                    |                           |
| 2017                      | 26-я премия Токийского спортивного кино                               | Лучшая женская роль                         | Рэна Нонэн                                   | Номинация                 | [ 44 ]                    |                           |
| 2017                      | 40-Я Премия Японской киноакадемии                                     | Отличная анимация года                      | В этом уголке мира                           | Победа                    | [ 45 ] [ 46 ] [ 47 ]      |                           |
| 2017                      | 40-Я Премия Японской киноакадемии                                     | Лучшая анимация года                        | В этом уголке мира                           | Победа                    | [ 45 ] [ 46 ] [ 47 ]      |                           |
| 2017                      | 40-Я Премия Японской киноакадемии                                     | Выдающиеся достижения в музыке              | Kotringo                                     | Победа                    | [ 45 ] [ 46 ] [ 47 ]      |                           |
| 2017                      | Кинопремия Эйга Хи-Но 2016                                            | Best10                                      | В этом уголке мира                           | 2 место                   | [ 48 ]                    |                           |
| 2017                      | Кинопремия зрителей PIA 2016                                          | Best10                                      | В этом уголке мира                           | 3 место                   | [ 49 ] [ 50 ]             |                           |
| 2017                      | Киноискусство (яп. 映画芸術) Лучшие и худшие 10 премий                | Лучший японский фильм 10                    | В этом уголке мира                           | 1 место                   | [ 51 ]                    |                           |
| 2017                      | eAT 2017 in KANAZAWA                                                  | Главный приз                                | Сунао Катабути                               | Победа                    | [ 52 ] [ 53 ] [ 54 ]      |                           |
| 2017                      | Осакский кинофестиваль 2017                                           | Лучший Японский фильм 1 место из 10         | В этом уголке мира                           | Победа                    | [ 55 ] [ 56 ]             |                           |
| 2017                      | Осакский кинофестиваль 2017                                           | Лучшая музыка                               | Kotringo                                     | Победа                    | [ 55 ] [ 56 ]             |                           |
| 2017                      | 21 премия японского кино                                              | Лучший фильм                                | В этом уголке мира                           | Победа                    | [ 57 ] [ 58 ] [ 59 ]      |                           |
| 2017                      | 21 премия японского кино                                              | Лучший режиссер                             | Сунао Катабути                               | Победа                    | [ 57 ] [ 58 ] [ 59 ]      |                           |
| 2017                      | 21 премия японского кино                                              | Лучшая анимация                             | В этом уголке мира                           | Победа                    | [ 57 ] [ 58 ] [ 59 ]      |                           |
| 2017                      | 21 премия японского кино                                              | Лучшее приложение                           | В этом уголке мира                           | Победа                    | [ 57 ] [ 58 ] [ 59 ]      |                           |
| 2017                      | 21 премия японского кино                                              | Лучшая женская роль                         | Рэна Нонэн                                   | Победа                    | [ 57 ] [ 58 ] [ 59 ]      |                           |
| 2017                      | 21 премия японского кино                                              | Наилучшее влияние                           | Сунао Катабути / Рэна Нонэн                  | Победа                    | [ 57 ] [ 58 ] [ 59 ]      |                           |
| 2017                      | 67-й Министр по поощрению искусств, культуры, спорта, науки и техники | Категория фильма                            | Сунао Катабути                               | Победа                    | [ 60 ]                    |                           |
| 2017                      | Международный фестиваль анимационных фильмов в Анси                   | Тематическая категория фильма               | В этом уголке мира                           | Премия Жюри               | [ 61 ] [ 62 ] [ 63 ]      |                           |
| 2017                      | Animafest Zagreb                                                      | Тематическая категория фильма               | В этом уголке мира                           | Номинация                 | [ 64 ]                    |                           |
| 2017                      | 22-я премия AMD '16                                                   | Отличное содержание                         | Таро Маки                                    | Победа                    | [ 65 ] [ 66 ]             |                           |
| 2017                      | 11-я Seiyu Awards                                                     | Особая премия                               | Рэна Нонэн                                   | Победа                    | [ 67 ] [ 68 ]             |                           |
| 2017                      | 11-я Seiyu Awards                                                     | Лучшая женская роль второго плана           | Мэгуми Хан                                   | Победа                    | [ 67 ] [ 68 ]             |                           |
| 2017                      | 36-я маграда Фудзимото                                                | Особый приз                                 | Масао Маруяма / Таро Маки                    | Победа                    | [ 69 ]                    |                           |
| 2017                      | 59-я награда «Культура детского благосостояния»                       | Категория фильма / СМИ                      | Команда создателей фильма В этом уголке мира | Победа                    | [ 70 ]                    |                           |
| 2017                      | 34-е Поощрение реконструкции премии японского кино                    | Премия японского кино мира                  | В этом уголке мира                           | Победа                    | [ 71 ]                    |                           |
| 2017                      | 41-я премия SIGNIS JAPAN Movie Award                                  | Лучший фильм                                | В этом уголке мира                           | Победа                    | [ 72 ] [ 73 ]             |                           |
| 2017                      | Лос-Анджелесский кинофестиваль 2017                                   | Всемирный конкурс художественной литературы | В этом уголке мира                           | Номинация                 | [ 74 ] [ 75 ]             |                           |
| 2017                      | 19-й фестиваль будущего кино                                          | Платиновый Гран-при                         | В этом уголке мира                           | Номинация                 | [ 76 ]                    |                           |
| 2017                      | 6-й японский кинофестиваль в Торонто                                  | Премия Большого жюри; лучший фильм          | В этом уголке мира                           | Победа                    | [ 77 ]                    |                           |